# Škofja vas
Škófja vás je vas v severnem delu občine Celje. Leži med Celjem in Vojnikom. Čez naselje teče reka Hudinja. Kljub manjši velikosti naselja se v Škofji vasi najde ena bolj znanih pasjih šol v Sloveniji, konjeniški klub in priljubljena radijska postaja Fantasy. Škofja vas ima tudi svojo pošto, ter nekaj kotičkov za preživljanje prostega časa. Eden izmed teh je tako imenovan »Budlc«. To je slap na reki Hudinji z okolico, urejeno za preživljanje prostega časa. Voda je za razliko od drugih predelov čista.

## Prebivalstvo
Etnična sestava 1991:
- Slovenci: 359 (95,5 %)
- Hrvati: 8 (2,1 %)
- Makedonci: 2
- Muslimani: 1
- Neznano: 6 (1,6 %)